# Andrej Vasiljev
Andrej Vasiljev (ryska: Андрей Васильев), född den 27 juni 1962 i Leningrad i Ryska SFSR, Sovjetunionen, är en sovjetisk roddare.
Han tog OS-silver i åtta med styrman i samband med de olympiska roddtävlingarna 1988 i Seoul.